# Fletch - Cronista d'assalto
Fletch - Cronista d'assalto (Fletch Lives) è un film del 1989 diretto da Michael Ritchie, seguito del film Fletch - Un colpo da prima pagina (1985).

## Trama
Alla morte di sua zia Belle, Irwin Fletcher riceve in eredità una vecchia villa e ottanta acri di terreno. Quando Amanda Ray Ross, l'esecutrice testamentaria, viene assassinata, il giornalista scopre che più di una persona sembra interessata a quelle terre. In un primo momento i suoi sospetti ricadono su un misterioso potenziale acquirente della proprietà, ma ben presto concentra le sue indagini verso il reverendo Jimmy Lee Farnsworth, un predicatore ciarlatano che aveva cercato di ingannare anche Belle.